# Cernotina spicata
Cernotina spicata är en nattsländeart som beskrevs av Ross 1938. Cernotina spicata ingår i släktet Cernotina och familjen fångstnätnattsländor. Inga underarter finns listade i Catalogue of Life.